# Vin Diesel
Pour les articles homonymes, voir Diesel et Sinclair.
Mark Sinclair Vincent, dit Vin Diesel, né le 18 juillet 1967, à Alameda en Californie, est un acteur, chanteur, réalisateur, cascadeur, scénariste et producteur de cinéma américain.
Il est révélé par un second rôle dans Il faut sauver le soldat Ryan (1998), avant de devenir la star de plusieurs franchises du cinéma d'action : Les Chroniques de Riddick (2000-2013), Fast and Furious (2001-) et xXx (2002-).
Il prête sa voix au Géant de fer dans le film d'animation homonyme (1999), ainsi qu'à Groot dans les œuvres de l'univers cinématographique Marvel (MCU), dont le film Les Gardiens de la Galaxie (2014) et ses suites (2017 et 2023).

## Biographie

### Jeunesse et débuts
Mark Vincent est orphelin, il est élevé par une mère astrologue et un beau-père directeur de théâtre. Il a un frère jumeau, Paul et une petite sœur, Samantha qui est aussi actrice. Il a des ancêtres afro-américains par son père et anglais, allemands et écossais par sa mère. Il monte pour la première fois sur scène à l'âge de sept ans au Thefor the New City dans le quartier new-yorkais de Greenwich Village. Tout en continuant le théâtre avec la troupe de son père puis à Broadway, il étudie l'anglais et l'écriture. Son physique (1,83 m pour 94 kg) lui permet d'être recruté comme videur dans certains établissements des quartiers huppés de New York.
N'arrivant pas à obtenir de rôles au cinéma, il décide, en 1994, d'écrire, produire, interpréter, financer et réaliser son premier court métrage, Multi-Facial. Le film est présenté au festival de Cannes 1995. Il ne remporte pas de prix, mais connaît un vif succès dans la salle. Il est inclus en 2000 dans la compilation vidéo Short Diversity 5.
En 1997, il présente son premier long métrage Strays au festival du film de Sundance. C'est à partir de ce moment que sa carrière d'acteur de cinéma décolle : Steven Spielberg écrit spécialement pour lui le rôle d'Adrian Caparzo dans son film de guerre, acclamé, Il faut sauver le soldat Ryan, qui obtient onze nominations aux oscars et cinq récompenses.
En 1999, il prête sa voix au Géant de Fer dans le film d'animation éponyme de Brad Bird. L'année suivante, il est à l'affiche de deux films indépendants : Les Initiés, primé au festival de Deauville en 2000, et le thriller de science-fiction Pitch Black.
Dans ce film, il joue le personnage de Richard Riddick, un dangereux criminel ayant subi une opération des yeux pour devenir nyctalope, dernier représentant des Furiens, une race d'extraterrestres. Il est prisonnier d'un vaisseau spatial qui s’écrase sur une planète étrangère. Il est bientôt relâché par l'équipage, pour qu'il les aide à survivre sur cette planète hostile. Le film rencontre un bon succès au box office mais c'est surtout en DVD qu'il rencontre un immense succès devenant un film culte de science-fiction.[réf. nécessaire] Le film est nommé pour six récompenses, dont le Saturn Award du meilleur film de science-fiction et le prix Bram Stoker du meilleur scénario.

### Révélation commerciale et confirmation difficile (années 2000)

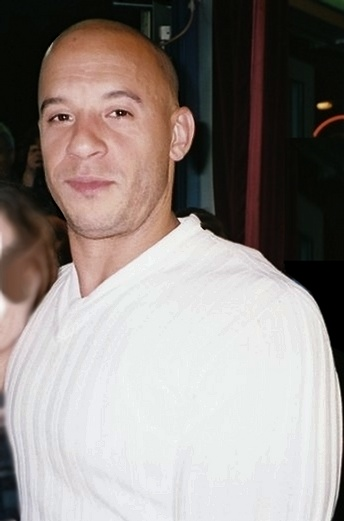
L'acteur en avril 2005, à la première allemande de Baby-Sittor.

En 2001, il obtient une renommée mondiale avec Fast and Furious qui rapporte 144,5 millions de dollars au box office américain et 208 millions de dollars à travers le monde. Il entre alors dans la liste des acteurs américains « bankable », et poursuit sa carrière dans les films d'actions avec xXx sorti en 2002. Il s'essaye au polar dans Un homme à part.
En 2003, Diesel retrouve un autre rôle dans Les Chroniques de Riddick, la suite de Pitch Black, qui, étant donné le succès du premier volet, bénéficie cette fois d'un budget de 115 millions de dollars, ce qui en fait l'un des films les plus chers de la décennie. Quelques jours plus tard, le film d'animation Les Chroniques de Riddick : Dark Fury sort aux États-Unis. Il raconte les événements entre les premier et second volets de la série.
En 2005, l'acteur décide de changer de style avec Baby-Sittor, une comédie grand public produite par Walt Disney Pictures dans laquelle il incarne une nounou, film qui rencontre un large succès aux États-Unis ; et avec la comédie policière Jugez-moi coupable où il incarne Giacomo « Jackie » DiNorscio. C'est un échec au box-office malgré une interprétation saluée par la critique internationale.
De retour aux films d'action, il accepte de faire une très brève apparition en 2006 dans Fast and Furious: Tokyo Drift, après avoir décliné une participation au deuxième film, et tourne le blockbuster d'anticipation Babylon A.D., sous la direction du réalisateur français Mathieu Kassovitz. Les relations avec le cinéaste sont houleuses, et lorsque le film sort en 2008, les critiques sont catastrophiques.

### Retour aux sources et succès (années 2010)

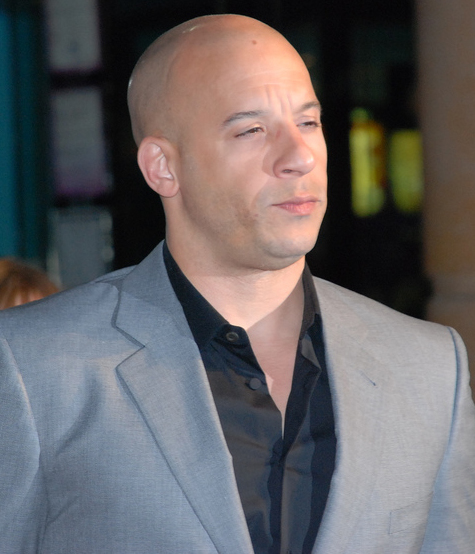
L'acteur à la première de Fast and Furious 4, en mars 2009.

L'acteur accepte donc de revenir à la franchise qui l'a rendu célèbre. Fast and Furious 4 lui permet de retrouver Paul Walker, Jordana Brewster et Michelle Rodríguez, et il s'investit dans le projet en tant que producteur. Le film engendre le record d'entrées de l'été 2009. La franchise est relancée, et la production de Fast and Furious 5 est confirmée. Sorti durant l'été 2011, le film devient en quelques semaines le plus gros succès critique et commercial de la série. Il enchaîne aussitôt avec la suite, Fast & Furious 6, qui sort en 2013.
Le 25 août 2013, alors que le film cartonne au box-office, l'acteur inaugure son étoile sur le Hollywood Walk of Fame sur Hollywood Boulevard. L'acteur profite de ce succès pour donner une suite à sa première franchise, Pitch Black, en produisant et jouant dans Riddick, toujours écrit et mis en scène par le réalisateur des deux premiers films. Le long-métrage connait une exploitation discrète.
En 2014, l'acteur prête sa voix à Groot, dans le blockbuster Marvel des studios Disney, Les Gardiens de la Galaxie. Il explique ensuite que cette expérience lui a beaucoup apporté, après le décès de son ami Paul Walker, avec lequel il a tourné la saga Fast and Furious. Bien qu'il ne prononce que les mots « I am Groot », il a enregistré une centaine de fois cette phrase. Par ailleurs, Vin Diesel réalise lui-même le doublage de Groot en français (« Je s'appelle Groot »), en chinois mandarin (« Wo shì Groot »), russe, espagnol (« Yo soy Groot ») et portugais (« Eu sou Groot »),,.
En avril 2015, l'acteur reprend son rôle de Dominic Toretto dans Fast and Furious 7. Le film devient l'un des plus gros succès du box-office mondial.

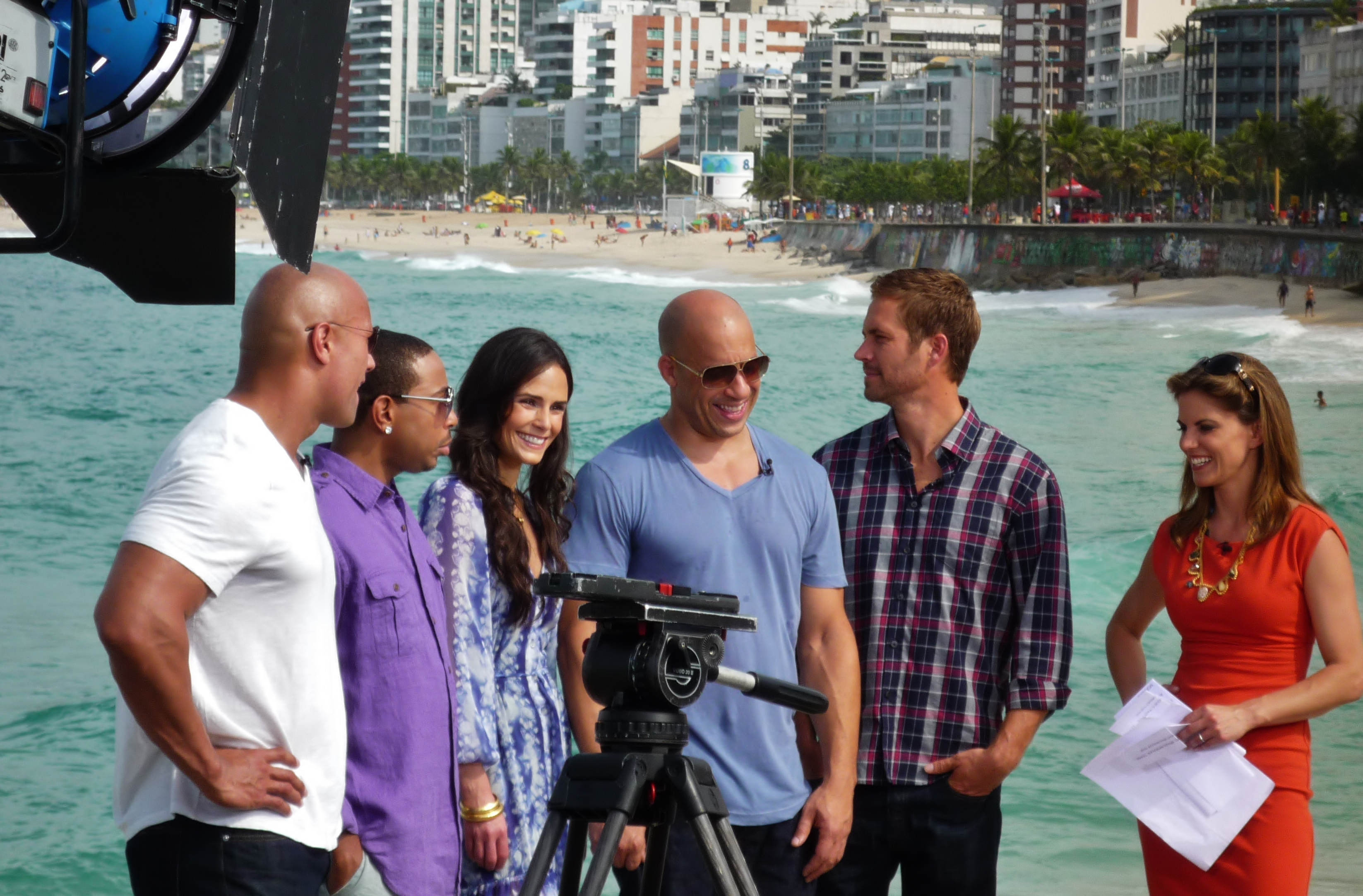
Vin Diesel avec d'autres acteurs de Fast and Furious : Dwayne Johnson, Ludacris, Jordana Brewster et Paul Walker.

Le succès du film permet de compenser le flop critique de son essai de lancer une nouvelle franchise avec le film d'action fantastique Le Dernier Chasseur de sorcières, réalisé par Breck Eisner. Il essaie donc de raviver une ancienne franchise avec xXx: Reactivated, dont la mise en scène est confiée à D. J. Caruso. Le film sort à la fin de l'année 2016, et fonctionne particulièrement bien sur le marché international, à défaut de convaincre la critique.
Le début de l'année 2017 est marqué par la sortie de Fast and Furious 8, qui constitue un nouveau succès.
L’acteur est présent pour la suite de la saga Fast and Furious, dans les épisodes 9 (2021) et 10 (2023). En 2024, il confirme la fin de « Fast and Furious ».

### Réception critique
De nos jours, pour la critique cinématographique, Vin Diesel est principalement considéré comme un acteur de films d'action, jouant souvent des rôles de personnages violents, voire peu intellectuels. Diesel estime que cette image lui colle beaucoup à la peau et a déclaré être prêt à changer de registre et jouer dans des films plus sérieux et ambitieux, tels que des films d'auteurs[réf. nécessaire].

## Affaires Judiciaires
En décembre 2023, il est visé par une plainte pour agression sexuelle. Une ancienne assistante accuse l’acteur de l’avoir agressée sexuellement et de l’avoir forcée à le toucher pendant le tournage du film Fast and Furious en 2010. Ces actions se seraient produites dans une chambre d'hôtel à Atlanta.

## Vie privée
Il a eu une brève relation avec Michelle Rodriguez, sa partenaire dans Fast and Furious, en 2001.
Il est en couple avec la mannequin mexicaine Paloma Jimenez, mais ils n’ont jamais confirmé leur mariage. Le couple a eu trois enfants : Hania Riley, née en avril 2008, Vincent, né en 2010, et Pauline, née en mars 2015.
Son ami Paul Walker, qui jouait dans la saga Fast and Furious, meurt le 30 novembre 2013 dans un accident de la route à Valencia, en Californie. C'est pour lui rendre hommage qu'il a décidé d'appeler sa dernière fille Pauline.
En hommage à Walker, Vin Diesel accompagne sa fille Meadow jusqu’à l’autel où l’attendait son futur mari, l’acteur Louis Thornton-Allan.

## Filmographie

### Acteur

#### Années 1990
- 1990 : L'Éveil (Awakenings) de Penny Marshall : un infirmier
- 1994 : Multi-Facial de lui-même (court métrage) : Mike
- 1997 : Strays de lui-même : Rick
- 1998 : Il faut sauver le soldat Ryan (Saving Private Ryan) de Steven Spielberg : soldat 1re classe Adrian Caparzo
- 1999 : Le Géant de fer (The Iron Giant) de Brad Bird : le robot géant (voix originale)

#### Années 2000
- 2000 : Les Initiés (Boiler Room) de Ben Younger : Chris Varick
- 2000 : Pitch Black de David Twohy : Richard B. Riddick
- 2001 : Fast and Furious (The Fast and the Furious) de Rob Cohen : Dominic « Dom » Toretto
- 2001 : Les Hommes de main (Knockaround Guys) de David Levien et Brian Koppelman : Taylor Reese
- 2002 : xXx de Rob Cohen : Xander Cage
- 2003 : Un homme à part (A Man Apart) de F. Gary Gray : Sean Vetter
- 2004 : Les Chroniques de Riddick (The Chronicles of Riddick) de David Twohy : Richard B. Riddick
- 2004 : Les Chroniques de Riddick : Dark Fury (The Chronicles of Riddick: Dark Fury) de Peter Chung : Richard B. Riddick (voix)
- 2005 : Baby-Sittor (The Pacifier) d'Adam Shankman : lieutenant Shane Wolfe
- 2006 : Jugez-moi coupable (Find Me Guilty) de Sidney Lumet : Giacomo « Jackie » DiNorscio
- 2006 : Fast and Furious: Tokyo Drift (The Fast and the Furious : Tokyo Drift) de Justin Lin : Dominic « Dom » Toretto (caméo)
- 2008 : Babylon A.D. de Mathieu Kassovitz : Hugo Cornelius Toorop
- 2009 : Fast and Furious 4 (Fast and Furious) de Justin Lin : Dominic « Dom » Toretto
- 2009 : Los Bandoleros (court métrage) de lui-même : Dominic « Dom » Toretto

#### Années 2010
- 2011 : Fast and Furious 5 (Fast Five) de Justin Lin : Dominic « Dom » Toretto
- 2013 : Fast and Furious 6 de Justin Lin : Dominic « Dom » Toretto
- 2013 : Riddick de David Twohy : Richard B. Riddick
- 2014 : Les Gardiens de la Galaxie (Guardians of the Galaxy) de James Gunn : Groot (voix originale - également pour le doublage en français, en mandarin, russe, espagnol et portugais)
- 2015 : Fast and Furious 7 (Furious 7) de James Wan : Dominic « Dom » Toretto
- 2015 : Le Dernier Chasseur de sorcières (The Last Witch Hunter) de Breck Eisner : Kaulder
- 2017 : XXX: Reactivated (xXx: The Return of Xander Cage) de D. J. Caruso : Xander Cage
- 2017 : Un jour dans la vie de Billy Lynn (Billy Lynn's Long Halftime Walk) d'Ang Lee : Shroom
- 2017 : Fast and Furious 8 (Fast 8) de F. Gary Gray : Dominic « Dom » Toretto
- 2017 : Les Gardiens de la Galaxie Vol. 2 (Guardians of the Galaxy vol. 2) de James Gunn : Groot (voix originale - également pour le doublage en mandarin, russe, espagnol et portugais)
- 2018 : Avengers: Infinity War d'Anthony et Joe Russo : Groot (voix)
- 2019 : Avengers: Endgame d'Anthony et Joe Russo : Groot (voix)

#### Années 2020
- 2020 : Bloodshot de David S. F. Wilson : Raymond « Ray » Garrison / Bloodshot
- 2021 : Fast and Furious 9 (F9) de Justin Lin : Dominic « Dom » Toretto
- 2022 : Thor: Love and Thunder de Taika Waititi : Groot (voix)
- 2022 : Les Gardiens de la Galaxie : Joyeuses Fêtes de James Gunn : Groot (voix)
- 2022-2023 : Je s'appelle Groot (série) : Groot (voix)
- 2023 : Les Gardiens de la Galaxie Vol. 3 de James Gunn : Groot (voix)
- 2023 : Fast and Furious 10 (Fast X) de Louis Leterrier : Dominic « Dom » Toretto
- prochainement : Fast and Furious 11 de Louis Leterrier : Dominic « Dom » Toretto
- prochainement : Riddick: Furya de David Twohy : Riddick

### Producteur
- 1994 : Multi-Facial (court-métrage) de lui-même
- 1997 : Strays de lui-même
- 2002 : xXx de Rob Cohen (producteur exécutif)
- 2003 : Un homme à part (A Man Apart) de F. Gary Gray
- 2004 : Les Chroniques de Riddick (The Chronicles of Riddick) de David Twohy
- 2007 : Hitman de Xavier Gens (producteur exécutif)
- 2009 : Fast and Furious 4 (Fast & Furious) de Justin Lin
- 2009 : Los Bandoleros (court-métrage) de lui-même
- 2010 : Rockfish (producteur exécutif)
- 2011 : Fast & Furious 5 (Fast Five) de Justin Lin (producteur exécutif)
- 2013 : Fast & Furious 6 de Justin Lin
- 2013 : Riddick de David Twohy
- 2015 : Fast and Furious 7 (The Fast and The Furious 7) de James Wan
- 2017 : xXx: The Return of Xander Cage de D. J. Caruso
- 2017 : Fast and Furious 8 (Fast 8) de F. Gary Gray
- 2021 : Fast and Furious 9 de Justin Lin
- 2023 : Fast and Furious 10 (Fast X) de Louis Leterrier
- prochainement : Riddick: Furya de David Twohy

### Réalisateur et scénariste
- 1994 : Multi-Facial (court-métrage)
- 1997 : Strays
- 2009 : Los Bandoleros (court-métrage)

### Jeux vidéo
- 2004 : The Chronicles of Riddick: Escape from Butcher Bay (voix)
- 2009 : Wheelman (voix - également producteur exécutif)
- 2009 : The Chronicles of Riddick: Assault on Dark Athena (voix)
- 2024 : ARK II

### Clips musicaux
- 2017 : Nicky Jam - El Ganador
- 2017 : Selena Gomez & Kygo - It ain't me. feat Vin Diesel
- 2020 : Vin Diesel & Kygo - Feel Like I Do
- 2020 : Vin Diesel - Days Are Gone

## Distinctions

### Nominations
- Teen Choice Awards :
  - meilleur acteur dans un film d'action : Fast & Furious 5, xXx: Reactivated et Fast and Furious 8
  - meilleure alchimie à l'écran : Fast & Furious 6 et Fast & Furious 7
- MTV Movie Awards :
  - meilleur acteur : Fast & Furious, xXx et Fast & Furious 4
  - meilleure équipe à l'écran avec Bradley Cooper : Les Gardiens de la Galaxie
  - meilleure séquence d'action : Fast & Furious 7
- People's Choice Award :
  - acteur d'action préféré : Fast & Furious 4, Fast & Furious 5 et Fast & Furious 6

## Voix francophones
En France, Guillaume Orsat et Frédéric van den Driessche sont les voix françaises régulières de Vin Diesel.
Dans la série de films Fast and Furious, il est d'abord doublé par Guillaume Orsat dans le premier film et Tokyo Drift. Orsat le double également en parallèle dans xXx, sa suite, Baby-Sittor, le jeu vidéo Wheelman et les films du MCU.
À partir de Fast and Furious 4, Frédéric van den Driessche devient sa nouvelle voix dans la franchise et le double par la suite de façon régulière, étant sa voix dans Los Bandoleros, Le Dernier Chasseur de sorcières, Un jour dans la vie de Billy Lynn et Bloodshot. Pour la série Fast and Furious : Les espions dans la course, Guillaume Orsat reviendra exceptionnellement le doubler en 2019.
Joël Zaffarano l'a doublé dans trois films Riddick : Pitch Black, Les Chroniques de Riddick et Les Chroniques de Riddick : Dark Fury. Pour le film Riddick de 2013, il se fait remplacer par Thierry Mercier qui l'avait auparavant doublé dans Les Hommes de main, Un homme à part et Jugez-moi coupable. Il a également été doublé par Lionel Melet dans Il faut sauver le soldat Ryan, Mathieu Buscatto dans Les Initiés et Doudou Masta dans Babylon A.D..
Au Québec, Marc-André Bélanger et Thiéry Dubé sont les voix québécoises régulières de l'acteur. James Hyndman l'a également doublé dans Le Clan des millionaires, Les Hommes de main et Un homme à part tandis que Jean-Marie Moncelet l'a doublé dans Alerte noire, Rapides et Dangereux, Les Chroniques de Riddick et Rapides et Dangereux: Tokyo Drift.
Versions québécoises
Note : La liste indique les titres québécois.
- Marc-André Bélanger dans XXX, Le pacificateur, Coupable ou non, Babylone A.D., Les Chroniques de Riddick: Domptez les ténèbres, La Dernière Chasse aux sorcières, xXx : Le Retour de Xander Cage[15]
- Thiéry Dubé[15] dans les films Rapides et Dangereux (4-), Fin de mi-temps pour le soldat Billy Lynn, Le Destin des Dangereux, Bloodshot[15]